# Eisenacher Straße (metropolitana di Berlino)
La stazione di Eisenacher Straße è una stazione della metropolitana di Berlino, sulla linea U7.
È posta sotto tutela monumentale (Denkmalschutz).

## Storia
La stazione di Eisenacher Straße fu progettata come parte del prolungamento della linea 7 dall'allora capolinea di Möckernbrücke a Fehrbelliner Platz; tale tratta venne aperta all'esercizio il 29 gennaio 1971.
Nel 2018 la stazione di Eisenacher Straße, in considerazione della sua importanza storica e architettonica, venne posta sotto tutela monumentale (Denkmalschutz) insieme ad altre 12 stazioni rappresentative dell'architettura moderna dei decenni post-bellici.

## Strutture e impianti
Si tratta di una stazione sotterranea a due binari, uno per ogni senso di marcia, serviti da una banchina centrale ad isola; al centro di quest'ultima è posta una fila di pilastri che sostengono la struttura. Alle estremità della banchina sono poste due scale che conducono a due vestiboli d'accesso.
La veste architettonica della stazione venne disegnata da Rainer G. Rümmler: i pilastri centrali sono rivestiti da piastrelle gialle in ceramica, mentre le pareti laterali sono ricoperte da pannelli in eternit di colore verde che incorniciano una fascia orizzontale bianca su cui è riportato il nome della stazione. La combinazione di colori verde-giallo fu scelta per simboleggiare il paesaggio verdeggiante della Turingia, la regione in cui è posta la città di Eisenach che dà nome alla stazione.